# 鄭陳桃
小桃阿嬤（1922年11月14日—2016年1月11日），本名鄭陳桃，冠夫姓，臺灣台北市大同區人，臺籍慰安妇。

## 生平

### 早年期間
陳桃出生於臺北州臺北市永樂町。全家三代共十二人，三歲時喪母，父親為水果小販，家庭生活負擔沉重。在她七歲時父親去世，之後被繼母與叔父養育。她從小想當老師，為大橋公學校（今台北市大橋國小）第6屆畢業生。高等的中學學業因為戰爭而中斷。十六歲時被賣給板橋一位叫林金的女性，被令接酒客，但她抗拒而被打斷肋骨。後來被賣到送到臺南鹽水、一位名叫柯鼻、開設名為「月津楼」的酒家的男子，在那工作。十七、十八歲逃到新竹沒有血緣關係的阿姑家，後被抓回酒家賣淫。

### 青年時期
陳桃十九歲又賣給高雄的魏姓男子，該魏姓男子對陳桃要求去外地當看護助手，於是在1942年6月一起從高雄出發前往印度洋群島安達曼的慰安所。魏男在那當起慰安婦管理員，被叫作「大隊長」，強逼陳桃為慰安婦，日本名為「モモ子」（桃子）。
陳桃和其他或自願、或同樣被迫的女性在離海軍營區不遠的海邊慰安所工作一年兩個月。她曾三次喝消毒水自殺仍被救起。在當地慰安婦一天平均要接十幾到二十次客人，從來無薪水，只能靠小費買些日用品。
一年兩個月後，陳桃的簽約期滿，日本部隊卻指定她和其他五位女子轉往塞班島慰安所。六名女子來到柔佛等待轉往塞班島的船，等了三四個月，盤籌將盡，由旁人的介紹到當地酒家工作。當時，日軍戰情轉壞，始終等不到船，柔佛一待就兩年。她和一位叫山口的日本看護長聊得來，產生感情，到後期只接他一個客人。1945年4月，她發現懷孕，山口撤回日本前對她答應一定會盡快去台灣相會，還給她一本台灣郵局存摺。但是懷著四個月身孕的她，因為旅途顛簸，回到臺灣時孩子流產。
出院後的陳桃直奔台北想找家人，沒想到祖母已過世。叔叔知道她當過慰安婦後，罵：「我們姓陳的沒有這種臭賤查某！」說完就把她的皮箱扔出家門。她眼淚一擦，皮箱拿起來，順便拿一塊石頭丟回去。她回到台南後，只好到處幫傭煮飯，這段期間，按山口留下的日本地址寫信給他，卻始終無回音。她也在工廠工作過一陣。二十八歲，嫁給一位黃姓、修鐘錶的男子，住在鹽水，但因不能生育，又被婆婆介意她慰安婦的經歷而逼迫離婚。

### 中晚年時期

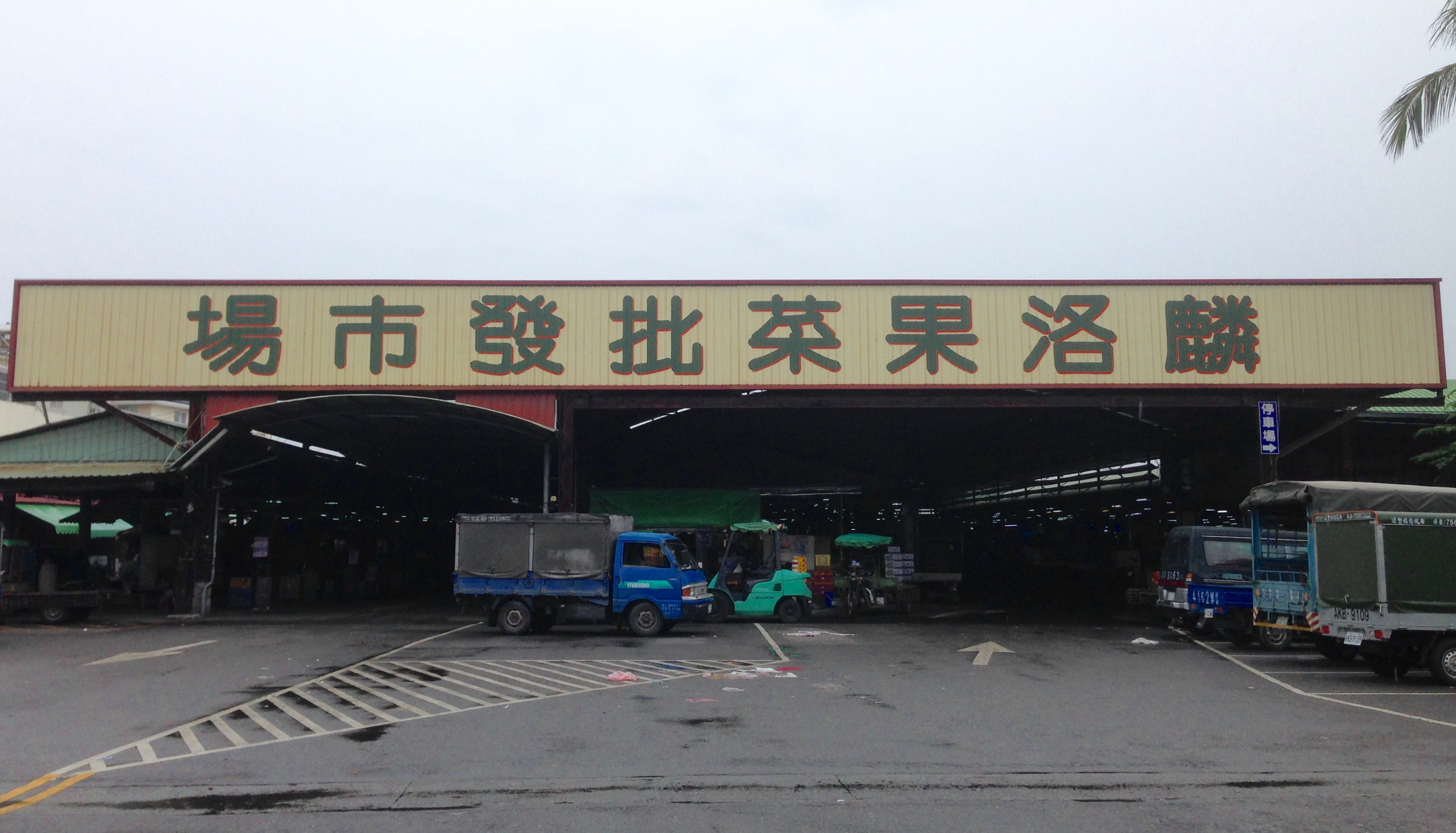
麟洛果菜市場

四十五歲，陳桃嫁給一名綽號阿任、名叫鄭標的男子，不對丈夫提起過去的往事，二十年後丈夫車禍身亡。她收了一名養子，該人迷於賭博、常向她要錢。鄭陳桃只能在屏東麟洛果菜市場，以賣椰子水和冷飲為生。白日，鄰居攤位陪她聊天；晚上，她只能獨居在市場鐵皮屋內，抽菸看電視度過漫漫長夜。
1996年，婦女救援基金會為慰安婦阿嬤們設計身心工作坊，透過戲劇、藝術等方式幫助曾飽受身心摧殘的阿嬤們療癒，過程長達16年，並出資以影片《蘆葦之歌》記錄她們透過工作坊面對創傷、圓夢的過程。
2003年4月2日到3日，多名慰安婦阿嬤在臺北縣金山鄉好望角渡假民宿吐露了她們當時所愛過的日本人，小桃阿嬤說：「他是日本軍醫，非常君子的日本人。我很想嫁給他，但是因為想念我的阿嬤要回台灣而失去了姻緣。」
2008年12月23日，繼「阿嬤穿婚紗」、「阿嬤園遊會」後，小桃阿嬤、滿妹阿嬤、秀妹阿嬤、陳鴦阿嬤、沈中阿嬤、寅嬌阿嬤、秀鳳阿嬤、芳美阿嬤參加婦援會的「阿嬤參觀總統府」。
2010年，《蘋果日報》記者問小桃阿嬤說：「妳心裡有怨恨嗎？」她回：「會啊！怎麼不會？被人家欺負，當然會有怨恨。」但她強調說：「日本也有好人。」日本民間組織友人柴洋子會定期來台和慰安婦阿嬤們聚會。談起這輩子有什麼未了心願，她說：「我想和其她阿嬤們一起去澎湖的七美看一看，聽說那裡因為曾有7個美人，所以叫『七美』。」可是她的椰子攤月租就要新台幣1萬元，每天營收不定，沒有足夠的錢去。
2013年，台南女中秘書李宜芳與校友會、青年社的女學生到屏東探視小桃阿嬤，帶著90周年的台南女中校刊、當時的舊制服，希望讓她重溫學生時光。穿著當年南女制服的她感慨地和女學生說：「要珍惜現在的時光，而且要替我完成當年未能完成的學業。」雖然小桃阿嬤並無登錄台南女中，非校友身分，但後來校方依然贈送紀念版畢業證書讓她完成心願。同年《蘆葦之歌》拍攝完成，卻因經費不足無法上院線。
2014年4月17日，《馬關條約》119年，中華民國總統馬英九邀請小桃阿嬤與蓮花阿嬤共進午餐。

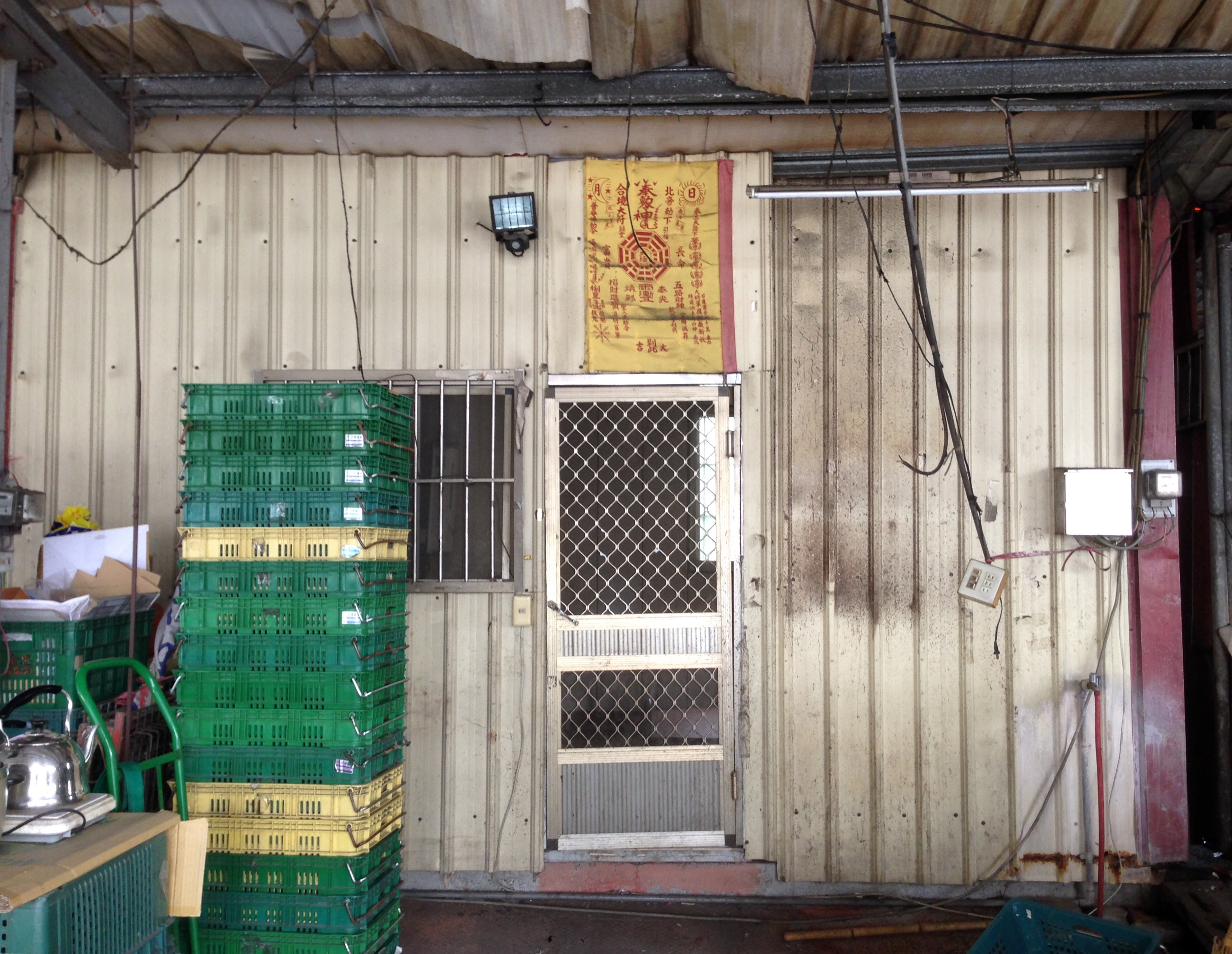
位在麟洛果菜市場的小桃阿嬤故居。

2015年8月16日（抗戰70周年翌日），馬英九對《蘆葦之歌》導演吳秀菁表示佩服小桃阿嬤劈椰子的技巧，以及提及帶國旗圍巾送她時被回送三條圍巾送的事，還有聯想他同時代卻命運不同的母親。同年8月《蘆葦之歌》上映時，片中紀錄的六位阿嬤有四位已辭世；小桃阿嬤也由屏東長照中心轉介入衛生福利部南區老人之家，與蓮花阿嬤等著日本政府道歉。
2015年12月30日，中央警察大學退休教授葉毓蘭表示：2005年8月中旬，她陪著小桃阿嬤接受英國廣播公司（BBC）訪問，擔任翻譯；訪談過程中提到南亞大海嘯死了幾十萬人，小桃阿嬤誤以為大海嘯發生在日本而直說“報應呀”，她提醒小桃阿嬤“大海嘯發生在南亞，不是日本。”
2016年1月11日，小桃阿嬤因肺炎病逝，享耆壽94歲。馬英九專程南下在屏東圓滿館參加告別式，公祭後眼眶泛紅哽咽。

## 身後
入祀萬丹鄉公墓公塔。
2016年2月17日，婦援會宣告阿嬤家-和平與女性人權館將於大稻埕設立，恰巧位於小桃阿嬤小時所讀的大橋國小附近。

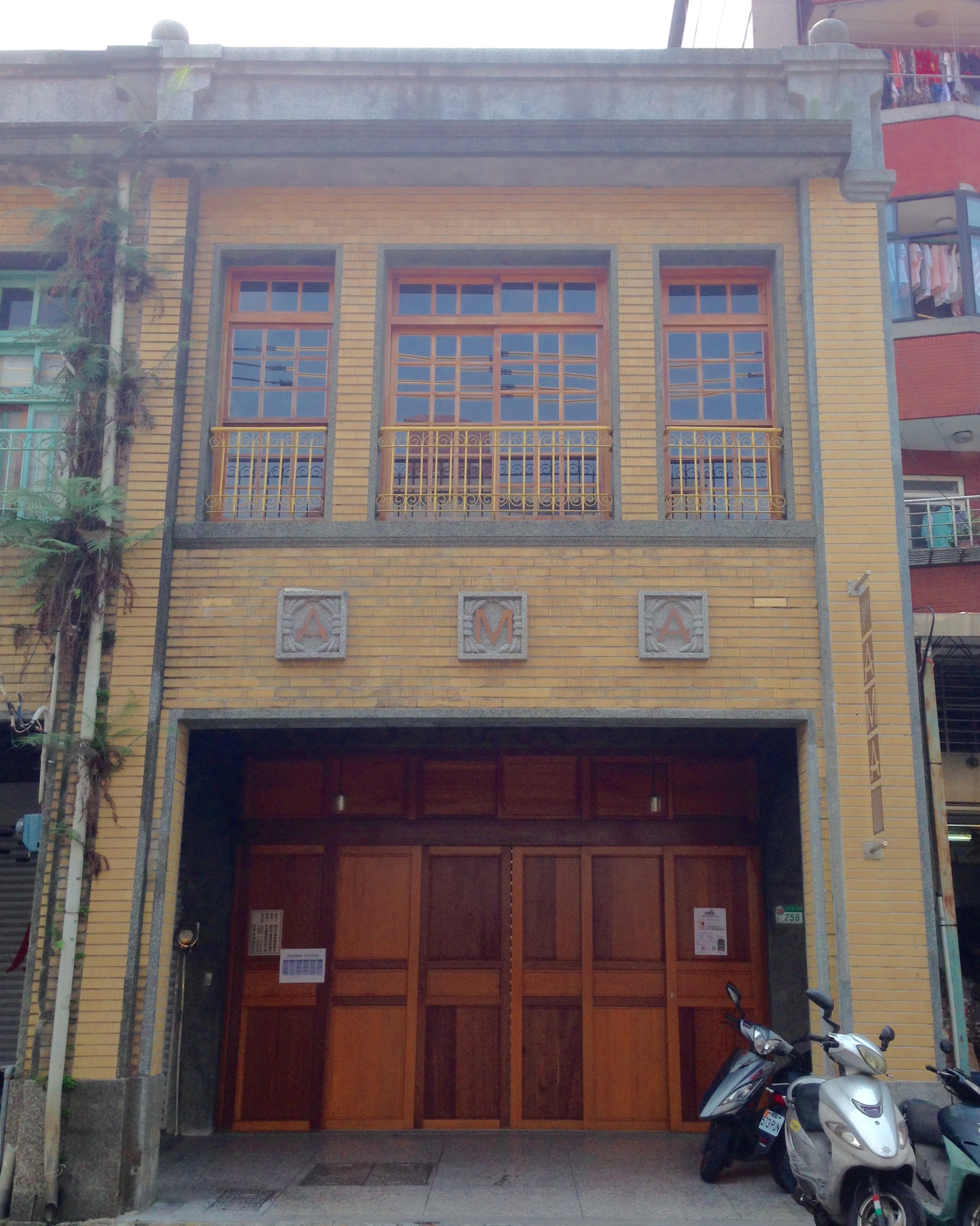
阿嬤家-和平與女性人權館